# Azərbaycan Kuboku 2017-2018
La Azərbaycan Kuboku 2017-2018 è stata la 26ª edizione della coppa nazionale azera. La competizione è iniziata l'11 ottobre 2017 con il turno preliminare e si è conclusa con la finale il 28 maggio 2018. Il Qarabağ era la squadra detentrice del trofeo. Il Keşlə si è laureato campione per la prima volta.
Alla competizione hanno partecipato 18 squadre. Le 10 squadre partecipanti alla Premyer Liqası sono state ammesse direttamente agli ottavi di finale.

## Turno preliminare
| Squadra 1       | Risultato | Squadra 2   |
| --------------- | --------- | ----------- |
| 11 ottobre 2017 |           |             |
| Ağsu            | 0 - 1     | Mil-Mugan   |
| MOİK Baku       | 2 - 1     | Turan Tovuz |

## Ottavi di finale
| Squadra 1        | Risultato | Squadra 2      |
| ---------------- | --------- | -------------- |
| 28 novembre 2017 |           |                |
| Qarabağ          | 2 - 0     | Qaradağ        |
| Neftçi Baku      | 5 - 0     | Zaqatala       |
| 29 novembre 2017 |           |                |
| Olimpik-Şüvəlan  | 1 - 2     | Səbail         |
| MOİK Baku        | 0 - 3     | Keşlə          |
| Kəpəz            | 3 - 0     | Binə           |
| Qəbələ           | 8 - 0     | Mil-Mugan      |
| Sumqayıt         | 3 - 0     | Sabah          |
| Zirə             | 3 - 0     | Xəzər-Lənkəran |

## Quarti di finale
| Squadra 1                           | Totale | Squadra 2   | Andata | Ritorno |
| ----------------------------------- | ------ | ----------- | ------ | ------- |
| 10 dicembre 2017 / 14 dicembre 2017 |        |             |        |         |
| Keşlə                               | 5 - 2  | Kəpəz       | 2 - 0  | 3 - 2   |
| Zirə                                | 1 - 2  | Neftçi Baku | 1 - 0  | 0 - 2   |
| 11 dicembre 2017 / 15 dicembre 2017 |        |             |        |         |
| Qəbələ                              | 5 - 2  | Səbail      | 1 - 0  | 4 - 2   |
| Qarabağ                             | 2 - 3  | Sumqayıt    | 2 - 1  | 0 - 2   |

## Semifinali
| Squadra 1                       | Totale | Squadra 2   | Andata | Ritorno |
| ------------------------------- | ------ | ----------- | ------ | ------- |
| 12 aprile 2018 / 18 aprile 2018 |        |             |        |         |
| Qəbələ                          | 4 - 3  | Neftçi Baku | 1 - 2  | 3 - 1   |
| Keşlə                           | 2 - 1  | Sumqayıt    | 1 - 0  | 1 - 1   |

## Finale
| Arbitro: | Rauf Jabbarov |

|                 |           |  |
| Fərcad-Azad 71’ | Marcatori |  |